# Base Rey Sejong
Rey Sejong (en coreano: 세종과학기지 - Sejong Gwahak Giji) y en inglés: King Sejong) es una base surcoreana ubicada en la península Barton de la isla Rey Jorge en la Antártida. Es administrada por el Instituto de Investigación Polar de Corea y fue fundada en 1988.
La base lleva el nombre de Sejong el Grande en honor al rey de la dinastía Chosŏn.
La estación realiza estudios del comportamiento de partículas energéticas que atraviesan el campo magnético terrestre.
Dependiente de la base existe el refugio Punta Narebski ubicado en la península Barton a 2 km al sudeste de la base.